# Karina Ramos
Karina Ramos Leiton (sinh ngày 14 tháng 7 năm 1993 tại Heredia, Costa Rica) là một người dẫn chương trình truyền hình, người mẫu và thí sinh của cuộc thi sắc đẹp Costa Rica, được trao vương miện Hoa hậu Costa Rica 2014 và đại diện cho đất nước của cô tham gia cuộc thi Hoa hậu Hoàn vũ 2014.
Cô cũng là giám đốc điều hành, đồng thời là chủ sở hữu của công ty người mẫu Imagination Agency SA, do cô sáng lập để đào tạo ra các ứng cử viên cho các cuộc thi sắc đẹp trong tương lai.

## Cuộc sống cá nhân
Karina Ramos sinh ra ở Heredia của Costa Rica, là con gái của Juan Ramos và Sandra Leitón, sau đó cô chuyển đến San José, thủ đô của Costa Rica vào năm 2008. Năm 2012, cô bắt đầu học Quan hệ công chúng tại Đại học Latin ở Costa Rica. Karina cho biết, mặc dù khởi điểm của cô là phát thanh và truyền hình, nhưng niềm đam mê thực sự của cô là các cuộc thi sắc đẹp.

## Cuộc thi

### Hoa hậu Siêu quốc gia 2012
Karina đại diện cho Costa Rica tham gia cuộc thi Hoa hậu Siêu quốc gia 2012 được tổ chức lần thứ ba tại Plock, Ba Lan và lọt vào Top 20 chung cuộc.

### Hoa hậu Belleza Americana 2013
Karina đại diện cho Costa Rica tham gia cuộc thi Hoa hậu Belleza Americana năm 2013. Cô là Á hậu 3 của cuộc thi và đoạt giải phụ là  Best Body.

### Reina Internacional de la Paz 2013
Karina đại diện cho Costa Rica tham gia cuộc thi Reina Internacional de la Paz 2013 và giành được vương miện.

### Reina Internacional de la Ganaderia 2013
Karina đại diện cho Costa Rica tham gia cuộc thi Reina Internacional de la Ganadería 2013. Cô dừng chân ở vị trí Á hậu 1 và đoạt giải phụ là Reina de los periodistas.

### Hoa hậu Turismo Latino 2013
Karina đại diện cho Costa Rica tham gia cuộc thi Hoa hậu Turismo Latino 2013. Cô trở thành Á hậu 3 của cuộc thi và đoạt giải phụ là Miss Culture.

### Hoa hậu Costa Rica 2014
Karina là một trong 60 thí sinh tham dự cuộc thi Hoa hậu Costa Rica 2014 với tư cách là thí sinh đại diện của San José. Với phần thi kỹ năng đứng đầu, Karina đã giành lấy danh hiệu cao nhất. Cô đại diện cho Costa Rica tham dự cuộc thi Hoa hậu Hoàn vũ 2014 nhưng không lọt vào top 15 chung cuộc.